# Große Zirmbergschanze
Die Große Zirmbergschanze ist eine Sprungschanze bei der oberbayerischen Gemeinde Ruhpolding in den Chiemgauer Alpen. Sie hat eine Hillsize von 128 und einen Konstruktionspunkt von 115 Metern und liegt in der Chiemgau-Arena, wo sich weitere Sprungschanzen bis zu Hillsize 100 Meter (Toni-Plenk-Schanze) befinden. Auf ihr fand von 2005 bis 2007 ein Weltcup der Nordischen Kombination statt. Auch ein Weltcup im Skispringen fand 1992 dort statt.

## Geschichte
Die ersten Sprungschanzen in Ruhpolding wurden bereits in den 1920er Jahren errichtet. Am Zirmberg wurde 1961/62 eine 90-Meter-Großschanze (die heutige Große Zirmbergschanze) errichtet, auf der erstmals 1963 die Deutschen Skisprung-Meisterschaften ausgetragen wurden. Im Rahmen dieser Meisterschaften sprang Helmut Wegscheider mit 101 Metern den ersten Schanzenrekord im dreistelligen Meterbereich. Als zweitgrößte Sprungschanze des Ruhpoldinger Komplexes wurde die heutige Toni-Plenk-Schanze erbaut, die im Rahmen der Chiemgau-Meisterschaften im Januar 1968 eröffnet werden konnte. Beide Schanzen wurden 1980 grundlegend umgebaut. Einen vollständigen Umbau erlebte die Große Zirmbergschanze 1999. Dabei wurde der Hang neu profiliert und der Konstruktionspunkt von 107 auf 115 Meter vergrößert. Bei dieser Baumaßnahme wurden auch die direkt daneben liegende Toni-Plenk-Schanze vergrößert, ihr Konstruktionspunkt beträgt seither 90 Meter, die Hillsize 100 Meter. Die K 40 und K 20 sind als einzige Schanzen mit Matten belegt. Im Jahre 2004 wurde ein Schanzenlift für die Großschanze errichtet. Auf der damaligen K 107 fand der bisher einzige Skisprung-Weltcup 1992 statt. In den Jahren 2001, 2002 und 2003 waren Wettbewerbe des Skisprung-Continental-Cups vorgesehen. Ausgetragen wurden jedoch lediglich die beiden Springen im März 2003. In den beiden vorgehenden Jahren mussten die Springen witterungsbedingt ausfallen. Seit 2005 wird jährlich ein Weltcup der Nordischen Kombination durchgeführt. Den Schanzenrekord hält derzeit mit 133 Metern der deutsche Nordische Kombinierer Ronny Ackermann aus dem Jahre 2005. Den Schanzenrekord auf der Toni-Plenk-Schanze stellte Felix Schoft mit 102 Metern am 10. Februar 2007 im Rahmen der deutschen Juniorenmeisterschaften auf.

## Internationale Wettbewerbe

### Skispringen
Genannt werden alle von der FIS organisierten Sprungwettbewerbe.
| Datum             | Kategorie       | Schanze | 1. Platz            | 2. Platz                 | 3. Platz           |
| ----------------- | --------------- | ------- | ------------------- | ------------------------ | ------------------ |
| 13. Dezember 1992 | Weltcup         | K107    | Stephan Zünd        | Werner Rathmayr          | Didier Mollard     |
| 24. März 2001     | Continental Cup | K115    | Wettkampf abgesagt  | Wettkampf abgesagt       | Wettkampf abgesagt |
| 25. März 2001     | Continental Cup | K115    | Wettkampf abgesagt  | Wettkampf abgesagt       | Wettkampf abgesagt |
| 23. März 2002     | Continental Cup | K115    | Wettkampf abgesagt  | Wettkampf abgesagt       | Wettkampf abgesagt |
| 24. März 2002     | Continental Cup | K115    | Wettkampf abgesagt  | Wettkampf abgesagt       | Wettkampf abgesagt |
| 2. März 2003      | Continental Cup | K115    | Stefan Thurnbichler | Michael Neumayer         | Bastian Kaltenböck |
| 3. März 2003      | Continental Cup | K115    | Stefan Thurnbichler | Reinhard Schwarzenberger | Morten Solem       |
| 26. Februar 2011  | FIS Cup         | HS128   | Daniel Wenig        | Tobias Bogner            | Thomas Lackner     |
| 27. Februar 2011  | FIS Cup         | HS128   | David Unterberger   | Andreas Strolz           | Žiga Mandl         |

### Nordische Kombination
Genannt werden alle von der FIS organisierten Sprungwettbewerbe.
| Datum             | Kategorie | Schanze        | 1. Platz                                | 2. Platz                                     | 3. Platz                                 |
| ----------------- | --------- | -------------- | --------------------------------------- | -------------------------------------------- | ---------------------------------------- |
| 20. Dezember 2003 | B-Weltcup | K115/7.5 km    | Ivan Rieder                             | Tino Edelmann                                | Stephan Münchmeyer                       |
| 21. Dezember 2003 | B-Weltcup | K115/15.0 km   | Jan Schmid                              | Christian Beetz                              | Lucas Vonlanthen                         |
| 2. Januar 2005    | Weltcup   | HS128/7.5 km   | Ronny Ackermann                         | Todd Lodwick                                 | Hannu Manninen                           |
| 3. Januar 2006    | Weltcup   | HS128/7.5 km   | Felix Gottwald                          | Ronny Ackermann                              | Petter Tande                             |
| 30. Dezember 2006 | Weltcup   | HS128/15.0 km  | Hannu Manninen                          | Sebastian Haseney                            | Ronny Ackermann                          |
| 3. Januar 2007    | Weltcup   | HS128/2×7.5 km | FinnlandAnssi Koivuranta Hannu Manninen | DeutschlandRonny Ackermann Sebastian Haseney | ÖsterreichMario Stecher Christoph Bieler |

## Schanzendaten
| Große Zirmbergschanze                      | Große Zirmbergschanze |
| Anlauf                                     | Anlauf                |
| ------------------------------------------ | --------------------- |
| Anlauflänge                                | 97 m                  |
| Neigung des Anlaufs (γ)                    | 34°                   |
| Anlaufgeschwindigkeit                      | 25,5 m/s              |
| Schanzentisch                              |                       |
| Tischhöhe                                  | 2,9 m                 |
| Tischlänge                                 | 6,6 m                 |
| Neigung des Schanzentisches (α)            | 10,5°                 |
| Aufsprung                                  |                       |
| Hillsize                                   | 128 m                 |
| Konstruktionspunkt                         | 115 m                 |
| Höhendifferenz Tischkante bis K-Punkt (h)  | 56,89 m               |
| Längendifferenz Tischkante bis K-Punkt (n) | 99,28 m               |
| Verhältnis Höhen- zu Längendifferenz (h/n) | 0,573                 |
| K-Punkt Neigungswinkel (β)                 | 34,8°                 |
| Auslauf                                    |                       |
| Länge des Auslaufs                         | 105 m                 |